# Hozroje IV.
Hozroje IV. je bio perzijski kralj iz dinastije Sasanida (oko 630./631. – 632./633.). 
O njemu zbog nedostka izvora gotovo ništa nije poznato osim da je svrgnuo svoga prethodnika Hormizda V.